# Lapidazione di santo Stefano (Lotto)
La Lapidazione di santo Stefano è un dipinto a olio su tavola (51x97 cm) di Lorenzo Lotto, databile al 1513-1516 e conservato della pinacoteca dell'Accademia Carrara di Bergamo. Originariamente era una delle tre componenti della predella della Pala Martinengo nella chiesa dei Santi Bartolomeo e Stefano.

## Storia
La grande tavola di Lorenzo Lotto fu commissionata all'artista veneziano da Alessandro Martinengo Colleoni per i domenicani della chiesa di santo Stefano e Domenico di cui godeva di giuspatronato. Quando nel 1561 la chiesa e il monastero furono distrutti per l'edificazione delle mura veneziane, la pala fu spostata e ricollocata solo nel 1571 nella chiesa dei Santi Bartolomeo e Stefano che era stata assegnata ai pochi domenicani rimasti a Bergamo. Le tre tavole della predella (San Domenico resuscita Napoleone Orsini, la Deposizione di Cristo nel sepolcro posto al centro e la Lapidazione di santo Stefano) e la cimasa raffigurante un angelo con scettro e globo furono separate dalla pala e ebbero destini collezionistici diversi (la cimasa oggi si conserva nel Museo di Belle Arti di Budapest).
La storia delle tre tavole seguì un percorso piuttosto complesso che non si unì mai più a quello della pala d'altare. Furono trafugate nel 1650 per esser poi restituite. Nel 1749 venne distrutta la grande ancona lignea originale e le predelle con la cimosa vennero serparate, solo nel 1891 le predelle vennero acquistate dalla commissaria dell'Accademia Carrara, per essere conservate nella pinacoteca dell'Accademia.

## Descrizione
(Atti degli Apostoli 7.56-57)
La predella della lapidazione di santo Stefano, era posta a sinistra della pala Martinengo, a destra dell'osservatore, e come voleva il Lotto complementare della stessa.

Il dipinto narra la storia di santo Stefano, primo martire della chiesa, il fatto infatti avvenne il medesimo anno dell'Ascensione, episodio raccontato negli Atti degli Apostoli. Il giovane diacono venne condannato dal consiglio del sinedrio perché accusato dal santo di essere incapace di cogliere i segni delle Spirito Santo in riferimento alla Pentecoste.

Il dipinto offre più spunti di riflessione, come era solito voler portare il Lotto i suoi osservatori sempre ad un profondo significato che supera la rappresentazione, infatti centralità della scena è una croce, non certamente casuale, l'incrocio di una alabarda con la verga, segno del martirio, il primo martirio della storia cristiana, questo avvenne nel nome di Cristo. In una atmosfera dorata si svolge la drammaticità di un evento, il santo infatti è genuflesso rappresentato nell'attimo in cui è in rapporto diretto con Dio. 
(Atti degli apostoli 7,5-6)
 Santo Stefano nelle due rappresentazioni, superiore nella tela e inferiore nella predella, assume la medesima espressione, con lo sguardo diretto verso il cielo, oltre qualsiasi visione terrena.
C'è un grande collegamento tra la predella e la Pala Martinengo, a sinistra vi sono due soldati, il primo vestito da una lucente armatura che ripropone sant'Alessandro già presente nella tela superiore all'estrema sinistra e il secondo invece indossa solo un perizoma azzurro che si uniforma con l'azzurro del perizoma di San Sebastiano posto all'estrema destra, così da portare alla riflessione l'osservatore. I due personaggi sono osservatori, testimoni, futuri divulgatori dell'evento, e della fede, quello che dovevano fare i cristiani secondo il messaggio lottesco. A destra della tela tre grandi personaggi nell'atto della lapidazione, mentre centrale vi sono raffigurati uomini in arme dipinti nelle diverse fogge. Si consideri che nel tempo della pittura della tela, Bergamo era invasa di più di un esercito, i francesi, e Visconti e i veneziani, il quadro voleva essere la rappresentazione anche del martirio subito dalla popolazione orobica ad opera di molti stranieri.